# Підпільна (притока Самари)
Підпільна — річка в Україні, в межах Дніпропетровської області у межах Самарівського району. 
Ліва притока Самари (басейн Чорного моря).
Довжина 23 км. Площа сточища 175 км². Похил річки 0,44 м/км.
Відстань від гирла Самари до місця впливу Підпільної - 19 км.
Джерело у села Підпільне.